# Ляшенко Олег Олександрович
Оле́г Олекса́ндрович Ляше́нко — полковник медичної служби Збройних сил України, хірург вищої категорії, кандидат медичних наук.
Заступник директора Військово-медичного департаменту Міністерства оборони України.

## Нагороди
За особисту мужність, сумлінне та бездоганне служіння Українському народові, зразкове виконання військового обов'язку відзначений — нагороджений
- 10 жовтня 2015 року — почесним званням «Заслужений працівник охорони здоров'я України».